# Chlorocebus djamdjamensis
Chlorocebus djamdjamensis là một loài động vật có vú trong họ Khỉ Cựu thế giới, bộ Linh trưởng. Loài này được Neumann mô tả năm 1902.
Đây là loài bản địa Ethiopia, được tìm thấy trong các rừng tre của dãy núi Bale. Ban đầu nó được mô tả như là một phân loài của grivet (Chlorocebus aethiops). Tất cả các loài trong Chlorocebus trước đây trong chi Cercopithecus.